# Vasil Drumev

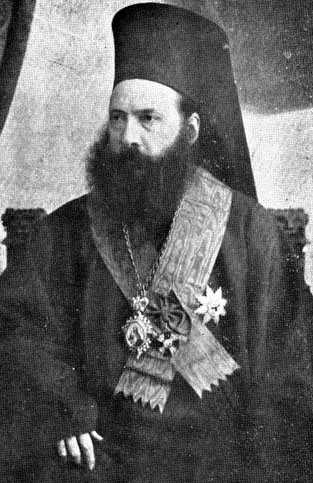

Vasil Drumev (Šumen, 1841 – Veliko Tărnovo, 1901) è stato uno scrittore bulgaro.

## Biografia
Drumev, per le sue opere, viene considerato un eroe della Bulgaria ai tempi del risorgimento.
Nel rango ecclesiastico riuscì a fare carriera tanto che nel 1884 diventò metropolita, un ruolo simile come importanza all'arcivescovo,  di Veliko Tărnovo.
Egli era uno scrittore di romanzi che riprendeva avvenimenti della sua terra, fra le sue opere si mette in risalto Un'infelice famiglia (1858-60), ricordato per essere stato il primo romanzo importante della letteratura bulgara. Qui viene espresso tutta la drammaticità di una famiglia bulgara oppressa dai turchi
Altre sue opere sono Maestri e benefattori (1864) e uno dei drammi patriottici più emblematici di quei tempi: Ivanko, L'uccisore di Asen I (1872).